# Nilobezzia armata
Nilobezzia armata är en tvåvingeart som beskrevs av Jean-Jacques Kieffer 1921.
Nilobezzia armata ingår i släktet Nilobezzia och familjen svidknott. Inga underarter finns listade i Catalogue of Life.